# Luminița Cioabă
Luminița Cioabă (dont le nom civil est Maria Mihai) (née le 1er octobre 1957, à Târgu Cărbunești, județ de Gorj) est une écrivaine rom căldărari de nationalité roumaine. Elle s'exprime en romani et en roumain.

## Biographie
Luminița Cioabă est la fille de Ion Cioabă (1935-1997) – ou Piţule –  chef d'une des 27 tribus roms, les căldărari et autoproclamé « roi des Tsiganes ».
En 1963, la famille Cioabă s'installe dans la ville de Sibiu, en Transylvanie. Selon la tradition rom, lorsqu'elle atteint l'âge de 12 ans, son père organise son mariage avec un garçon de 15 ans.
Mais cette vie ne lui convient pas. Malgré l'opposition de sa famille et de son mari — dont elle divorcera — Luminiţa est convaincue qu'elle est née pour devenir écrivaine et prédestinée à devenir poétesse comme Bronisława Wajs.
Elle se rebelle et parvient non seulement à apprendre à lire et écrire mais encore elle parvient à faire des études littéraires : elle sortira diplômée de la Faculté de philologie "Octavian Goga" et de l'école de mise en scène et d'acteur de Sibiu.
Elle devient poétesse puis éditrice de diverses publications consacrées aux récits de mémoires et aux histoires orales de Roms ayant survécu aux déportations de Roms en Transnistrie, ainsi que scénariste et réalisatrice de documentaires consacrés à l'histoire et à la culture de sa propre communauté kaldarash. Elle a concentré ses efforts sur les activités religieuses, y compris la traduction de la Bible dans son dialecte, et sur la recherche d'une reconnaissance de l'Holocauste des Roms en Roumanie.
Les livres en romani de Luminița Cioabă ont été traduits en roumain et en anglais. Luminița Cioabă est membre de l'Union des écrivains de Roumanie (Uniunea Scriitorilor din România).

## Œuvre

### Livres publiés
- O angluno la phuveako. Rădăcina Pământului (Ed. Neo Drom, Sibiu, 1994) - poèmes en romani et en roumain
- O manuãi kai bitinel briãînd. Negustorul de ploaie (Ed. Neo Drom, Sibiu, 1997) - poèmes en romani et en roumain
- Ghid de conversație român - țigănesc (Ed. Teora, București, 2000)
- Curs intensiv de limba rromani (Ed. Neo Drom, Sibiu, 2001) - cours de langue romani
- Țara pierdută (Ed. Etape, Sibiu, 2002) - nouvelles
- Deportarea în Transnistria. Mărturii (Ed. Neo Drom, Sibiu, 2006) - sur la déportation des roms en Transnistrie pendant la Seconde Guerre mondiale

### Théâtre
- Blestemul șarpelui
- Delila
- Macul roșu

### Récompenses
- Prix "Nichita Stănescu" pour le meilleur recueil de poème "O angluno la phuveako. Earth Root"
- Amico Rom - Triple premier prix au Festival International des Roms pour :

Poésie - pentru volumul de poezie "Earth Root"
Dramaturgie - pour la pièce de théâtre "Blestemul șarpelui" (La malédiction du serpent)
Prose - pour la nouvelle "Istrate"